# Caminhos Gerais

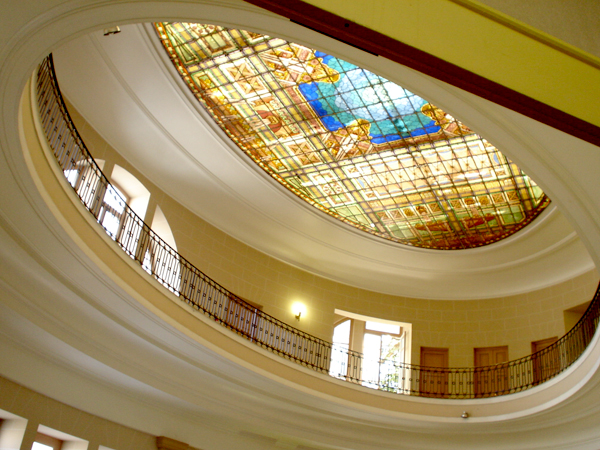
Termas Antônio Carlos, em Poços de Caldas.

Caminhos Gerais é um circuito turístico do estado brasileiro de Minas Gerais integrado por treze municípios do sul do estado: Andradas, Bandeira do Sul, Botelhos, Cabo Verde, Caldas, Congonhal, Ibitiúra de Minas, Ipuiúna, Machado, Poço Fundo, Poços de Caldas, Santa Rita de Caldas e Senador José Bento. Também faz parte desse circuito o município paulista de Caconde.

## Rodovias
As principais rodovias que integram os municípios do circuito são as federais BR-146, BR-267 e BR-459 e as estaduais MG-179 e SP-344.